# Al-Rilwan Adeyemi
Al-Rilwan Adeyemi (Nigeria, 13 agosto 1990) è un giocatore di football americano nigeriano che gioca come cornerback per i Fujitsu Frontiers.
Dopo aver giocato per la squadra universitaria dei San Diego Toreros ha firmato nel 2013 con i giapponesi Fujitsu Frontiers.